# شرف موخیدینوف
شرف موخیدینوف (انگلیسی: Sharof Mukhiddinov؛ زادهٔ ۱۴ آوریل ۱۹۹۷) بازیکن فوتبال اهل ازبکستان است.
وی همچنین در تیم‌های ملی فوتبال مردان زیر ۲۰ سال ازبکستان، زیر ۲۳ سال ازبکستان، و ازبکستان بازی کرده است.